# Igor Judge
Pour les articles homonymes, voir Judge.
Igor Judge, né le 19 mai 1941 et mort le 7 novembre 2023, est un juge anglais qui est Lord juge en chef d'Angleterre et du pays de Galles, chef de la magistrature, de 2008 à 2013.
Il est auparavant président de la Division du Banc de la Reine, à l'époque un poste nouvellement créé assumant des responsabilités transférées du bureau du Lord Chief Justice. En 2019, il devient commissaire des pairs Crossbencher à la Chambre des lords .

## Jeunesse et éducation
Judge est né à Malte, de Raymond et Rosa Judge (née Micallef). Il étudie au St. Edward's College, à Malte, de 1947 à 1954 et à l'école de l'Oratoire à Woodcote dans l'Oxfordshire de 1954 à 1959, où il est capitaine d'école et capitaine de cricket . Il reçoit une bourse pour étudier l'histoire et le droit au Magdalene College à Cambridge en 1959, et il obtient son baccalauréat en 1962.

## Carrière juridique
Il est appelé à la barre (Middle Temple) en 1963, et devient Recorder en 1976, et Conseiller de la reine en 1979 . De 1980 à 1986, il siège au comité de déontologie du Conseil du barreau.
En 1987, il est élu chef du Midland Circuit. Le 10 octobre 1988, il est nommé juge de la Haute Cour affecté à la Division du Banc de la Reine, et reçoit la chevalerie coutumière. Il est nommé Lord Justice of Appeal, juge de la Cour d'appel, le 4 juin 1996, devenant conseiller privé.
Il est le juge président principal de 1998 à 2003, puis juge en chef adjoint. Il n'est pas nommé Lord Chief Justice après le départ à la retraite de Harry Woolf en 2005, bien qu'il ait été son adjoint. Nick Phillips, alors maître des rôles, est nommé à la place.
Il est nommé premier président de la Division du Banc de la Reine le 3 octobre 2005; lorsque ce poste est séparé de celui de Lord Chief Justice. En plus de ce poste, il est nommé chef de la justice pénale en janvier 2007.
Il remplace Lord Phillips en tant que Lord Chief Justice le 1er octobre 2008. Le même jour, il est créé pair à vie en tant que « baron Judge », de Draycote dans le comté de Warwickshire, et il est présenté à la Chambre des lords cinq jours plus tard, où il siège comme crossbencher.
En 2007, Lord Judge reçoit un doctorat honorifique de l'Université de Nottingham Trent  et en 2010, il est nommé membre honoraire de l'Université d'Aberystwyth ainsi que de l'Université de Kingston. Le 20 juin 2012, il reçoit un doctorat honoris causa de Cambridge .
Il prend sa retraite en tant que Lord Chief Justice à la fin de septembre 2013. Il est trésorier du Middle Temple pour l'année 2014 .
Depuis novembre 2013, Lord Judge est visiteur émérite de la Dickson Poon School of Law du King's College de Londres .